# Bundesstiftung Mutter und Kind
Die Bundesstiftung Mutter und Kind, Langform Bundesstiftung Mutter und Kind – Schutz des ungeborenen Lebens, ist eine Stiftung des öffentlichen Rechts mit Sitz in Berlin. Sie hilft schwangeren Frauen in finanziellen Notlagen mit Zuschüssen, um die Fortsetzung der Schwangerschaft und die Betreuung des Kleinkindes zu erleichtern. Gefördert wird insbesondere die nötige Grundausstattung (z. B.: Kinderbett, Kleiderschrank, Wickelkommode, Babywanne, Kinderwagen, Kinderkleidung), die Weiterführung des Haushalts, die Wohnung und Einrichtung sowie die Betreuung des Kleinkindes. Stiftungsleistungen sind nicht pfändbar, zudem werden sie beim Bezug anderer Sozialleistungen wie beispielsweise Bürgergeld nicht als Einkommen berücksichtigt.

## Geschichte
Die Stiftung wurde aufgrund des Gesetzes zur Errichtung einer Stiftung „Mutter und Kind – Schutz des ungeborenen Lebens“ am 15. Juli 1984 gegründet, eingebracht durch den damaligen Familienminister Heiner Geißler. Die ursprünglich pro Jahr bereitgestellten 50 Millionen DM wurden mehrfach erhöht. Seit 1993 erhalten auch die neuen Bundesländer Leistungen der Stiftung. Die Geschäftsführungsaufgaben der Bundesstiftung sind beim Bundesministerium für Familie, Senioren, Frauen und Jugend angegliedert.
Die Stiftung, auf deren Leistung kein Anspruch besteht, zahlt nicht unmittelbar an die betroffenen Frauen selbst, sondern an die Landesstiftungen für Frauen und Familien in Not und ähnliche zentrale Verbände in den Bundesländern. In Bayern, Berlin, Rheinland-Pfalz, Sachsen, Sachsen-Anhalt und Thüringen helfen die Landesstiftungen auch mit eigenen Stiftungsmitteln.
Die Mittel können nur bei einer Schwangerschaftsberatungsstelle beantragt werden. Träger von Schwangerschaftsberatungsstellen sind:
- Arbeiterwohlfahrt
- Caritas
- Deutscher Paritätischer Wohlfahrtsverband
- Deutsches Rotes Kreuz
- Diakonisches Werk
- donum vitae
- Pro Familia
- Sozialdienst katholischer Frauen

Außerdem existieren Schwangerschaftsberatungsstellen der Städte und Landkreise.
Die Stiftung erhält jährliche Finanzmittel aus dem Bundeshaushalt. Seit 2017 wurden ihr jährlich mindestens 96 Millionen Euro zur Verfügung gestellt. Im Jahr 2019 wurden rund 132.000 schwangere Frauen aus Mitteln der Stiftung unterstützt.